# Denis Potvin
Denis Charles Potvin (Ottawa, Ontario, 1953. október 9. –) volt profi jégkorongozó védő, aki részese volt a nagy New York Islandersnek, amely egymás után négy Stanley-kupát nyert az 1980-as évek elején.

## Karrier
Komolyabb junior karrierjét az OHA-s Ottawa 67’s-ben kezdte 1968-ban. 1973-ig játszott ebben a csapatban. Utolsó évében 61 mérkőzésen 123 pontot szerzett. A New York Islanders draftolta őt az első helyen az 1973-as NHL-amatőr drafton. 1973 és 1988 között csak az Islanders színeiben játszott. Első idénye jól sikerült. 54 pontot szerzett. A következő két idényben csak fejlődött. 76 és 98 pontot szerzett és 1976-ban megnyerte a James Norris-emlékkupát. Ekkor már a rájátszásban is jól játszott az Islanders de a döntőig még nem jutottak el. 1977-ben 80 mérkőzésen 80 pontot szerzett. A következő idényben megint 90 pont fölé került (94) és ismét elnyerte a James Norris-emlékkupát. 1979-ben ő is elérte a 100 pontos határt, mint védő (101 pont) és ismét a legjobb védőnek választották meg. 1979–1980-tól jött az Islandersnek az aranykorszak. Egymás után öt alkalommal jutottak be a Stanley-kupa döntőjébe. Ebből az első négyet megnyerték, az ötödiket elbukták a Wayne Gretzky-vel felálló Edmonton Oilers ellen. Ő rendre 60+ pont felett teljesített. 1984-ben még 85 pontos szezonja volt. Az utolsó három szezonban már nem érte el a 60 pontot. 1988-ban vonult vissza. 1991-ben beválasztották a Jégkorong Hírességek Csarnokába.

## Nemzetközi szereplés
Első válogatottbeli fellépése az 1976-os Kanada-kupa volt, ahol jó játékkal (7 mérkőzés 9 pont) a döntőben megverték a csehszlovákokat. A következő nemzetközi szereplése az 1981-es Kanada-kupa volt, ahol a döntőben kikaptak a nagy szovjet válogatottól. Utolsó nagy válogatottban való részvétele az 1986-os jégkorong-világbajnokság volt, ahol bronzérmes lett.

## Karrier statisztika
| 1968–1969       | Ottawa 67's        | OHA             | 46   | 12  | 25  | 37   | 83   | —   | —  | —   | —   | —   |
| 1969–1970       | Ottawa 67's        | OHA             | 42   | 13  | 18  | 31   | 97   | 5   | 2  | 1   | 3   | 9   |
| 1970–1971       | Ottawa 67's        | OHA             | 57   | 20  | 58  | 78   | 200  | 11  | 4  | 6   | 10  | 26  |
| 1971–1972       | Ottawa 67's        | OHA             | 48   | 15  | 45  | 60   | 188  | —   | —  | —   | —   | —   |
| 1972–1973       | Ottawa 67's        | OHA             | 61   | 35  | 88  | 123  | 232  | 9   | 6  | 10  | 16  | 22  |
| 1973–1974       | New York Islanders | NHL             | 77   | 17  | 37  | 54   | 175  | —   | —  | —   | —   | —   |
| 1974–1975       | New York Islanders | NHL             | 79   | 21  | 55  | 76   | 105  | 17  | 5  | 9   | 14  | 30  |
| 1975–1976       | New York Islanders | NHL             | 78   | 31  | 67  | 98   | 100  | 13  | 5  | 14  | 19  | 32  |
| 1976–1977       | New York Islanders | NHL             | 80   | 25  | 55  | 80   | 103  | 12  | 6  | 4   | 10  | 20  |
| 1977–1978       | New York Islanders | NHL             | 80   | 30  | 64  | 94   | 81   | 7   | 2  | 2   | 4   | 6   |
| 1978–1979       | New York Islanders | NHL             | 73   | 31  | 70  | 101  | 58   | 10  | 4  | 7   | 11  | 8   |
| 1979–1980       | New York Islanders | NHL             | 31   | 8   | 33  | 41   | 44   | 21  | 6  | 13  | 19  | 24  |
| 1980–1981       | New York Islanders | NHL             | 74   | 20  | 56  | 76   | 104  | 18  | 8  | 17  | 25  | 16  |
| 1981–1982       | New York Islanders | NHL             | 60   | 24  | 37  | 61   | 83   | 19  | 5  | 16  | 21  | 30  |
| 1982–1983       | New York Islanders | NHL             | 69   | 12  | 54  | 66   | 60   | 20  | 8  | 12  | 20  | 22  |
| 1983–1984       | New York Islanders | NHL             | 78   | 22  | 63  | 85   | 87   | 20  | 1  | 5   | 6   | 28  |
| 1984–1985       | New York Islanders | NHL             | 77   | 17  | 51  | 68   | 96   | 10  | 3  | 2   | 5   | 10  |
| 1985–1986       | New York Islanders | NHL             | 74   | 21  | 38  | 59   | 78   | 3   | 0  | 1   | 1   | 0   |
| 1986–1987       | New York Islanders | NHL             | 58   | 12  | 30  | 42   | 70   | 10  | 2  | 2   | 4   | 21  |
| 1987–1988       | New York Islanders | NHL             | 72   | 19  | 32  | 51   | 112  | 5   | 1  | 4   | 5   | 6   |
| OHA Összesített | OHA Összesített    | OHA Összesített | 254  | 95  | 234 | 329  | 800  | 25  | 12 | 17  | 29  | 57  |
| NHL Összesített | NHL Összesített    | NHL Összesített | 1060 | 310 | 742 | 1052 | 1356 | 185 | 56 | 108 | 164 | 253 |

## Díjai
- OMJHL Első All-Star Csapat: 1971, 1972, 1973
- Calder-emlékkupa: 1974
- NHL Első All-Star Csapat: 1975, 1976, 1978, 1979, 1981
- James Norris-emlékkupa : 1976, 1978, 1979
- NHL Második All-Star Csapat: 1977, 1984
- NHL All-Star Gála: 1974, 1975, 1976, 1977, 1978, 1981, 1983, 1984, 1988
- Stanley-kupa: 1980, 1981, 1982, 1983
- Kanada-kupa aranyérem: 1976
- Kanada-kupa ezüstérem: 1981
- Világbajnoki bronzérem: 1986
- A Jégkorong Hírességek Csarnokába beválasztották: 1991